# Dobsonia magna
Dobsonia magna là một loài động vật có vú trong họ Dơi quạ, bộ Dơi. Loài này được Thomas mô tả năm 1905.